# Podlužany (okres Levice)
Podlužany (v minulosti Podlusan, Podluszány, maďarsky Berekalja, Dobóberekalja) jsou obec na Slovensku v okrese Levice. Nachází se na východě Slovenské Podunajské nížiny na severozápadním okraji Ipeľské pahorkatiny, na říčce Podlužiance, která je pravostranným přítokem Sikenice v povodí Hronu.

## Historie
Podlužany jsou poprvé písemně zmíněny v roce 1275 jako Podlusan. V roce 1536 zde bylo osm port, v roce 1601 zde bylo 45 domů a stodola Tekovské župy. V roce 1715 zde byl mlýn a 23 poplatníků, v roce 1828 zde bylo 71 domů a 468 obyvatel zaměstnaných jako rolníci. Při sčítání lidu v roce 2011 žilo v Podlužanech 752 obyvatel, z toho 734 Slováků, tři Češi a jeden Maďar; 14 obyvatel neuvedlo žádné informace o své národnosti.

## Pamětihodnosti
- Římskokatolický kostel sv. Alžběty Uherské (z roku 1897), postavený v novorománském slohu jako nástupce gotického kostela z roku 1255.[3]